# EHC Black Wings Linz 2009/10
Sezona 2009/10 je bila 10. sezona kluba EHC Black Wings Linz v najvišji kategoriji avstrijskega hokeja na ledu - Avstrijski hokejski ligi. Domače tekme so igrali v Donauparkhalle Linz. Redni del se je začel 11. septembra 2009.

## Redni del Avstrijske hokejske lige

### Končna lestvica
| #   | Klub                      | OT | Z  | PP | P  | GR  | T  |
| --- | ------------------------- | -- | -- | -- | -- | --- | -- |
| 1.  | Graz 99ers                | 54 | 36 | 5  | 18 | +65 | 77 |
| 2.  | EC Red Bull Salzburg      | 54 | 33 | 5  | 21 | +45 | 71 |
| 3.  | Vienna Capitals           | 54 | 3  | 4  | 21 | +37 | 70 |
| 4.  | EHC Black Wings Linz      | 54 | 30 | 9  | 24 | +26 | 69 |
| 5.  | VSV EC                    | 54 | 29 | 2  | 25 | -12 | 60 |
| 6.  | Alba Volán Székesfehérvár | 54 | 25 | 7  | 29 | -19 | 57 |
| 7.  | EC KAC                    | 54 | 27 | 3  | 27 | +7  | 57 |
| 8.  | KHL Medveščak             | 54 | 25 | 7  | 29 | -22 | 57 |
|     |                           |    |    |    |    |     |    |
| 9.  | HK Acroni Jesenice        | 54 | 16 | 7  | 38 | -57 | 39 |
| 10. | HDD Tilia Olimpija        | 54 | 16 | 5  | 38 | -70 | 37 |

## Postava
| Vratarji | Vratarji                | Vratarji       | Vratarji    | Vratarji                    | Vratarji |
| -------- | ----------------------- | -------------- | ----------- | --------------------------- | -------- |
| #        |                         | Igralec        | Boljša roka | Kraj rojstva                |          |
| 22       | Avstrija                | Gerald Kastner | leva        |                             |          |
| 32       | Združene države Amerike | Alex Westlund  | desna       | Flemington, New Jersey, ZDA |          |
| 33       | Avstrija                | Lorenz Hirn    | leva        | Feldkirch, Avstrija         |          |

| Branilci | Branilci | Branilci              | Branilci    | Branilci                            | Branilci |
| -------- | -------- | --------------------- | ----------- | ----------------------------------- | -------- |
| #        |          | Igralec               | Boljša roka | Kraj rojstva                        |          |
| 5        | Kanada   | Franklin MacDonald    | leva        | Sydney, Nova Škotska, Kanada        |          |
| 6        | Avstrija | Alexander Pallestrang | leva        | Bregenz, Avstrija                   |          |
| 8        | Avstrija | Michael Mayr          | leva        | Linz, Avstrija                      |          |
| 24       | Kanada   | Darrel Scoville       | leva        | Swift Current, Saskatchewan, Kanada |          |
| 27       | Avstrija | Gerd Gruber           | leva        | Gradec, Avstrija                    |          |
| 47       | Kanada   | Rich Bronilla         | desna       | Mississauga, Ontario, Kanada        |          |
| 55       | Avstrija | Robert Lukas          | leva        | Dunaj, Avstrija                     |          |

| Napadalci | Napadalci               | Napadalci            | Napadalci | Napadalci   | Napadalci                           | Napadalci |
| --------- | ----------------------- | -------------------- | --------- | ----------- | ----------------------------------- | --------- |
| #         |                         | Igralec              | Položaj   | Boljša roka | Kraj rojstva                        |           |
| 15        | Avstrija                | Matthias Iberer      | LW        | leva        | Gradec, Avstrija                    |           |
| 19        | Kanada                  | Rob Shearer          | C         | desna       | Kitchener, Ontario, Kanada          |           |
| 20        | Kanada                  | Brad Purdie          | C         | desna       | Dollard-des-Ormeaux, Quebec, Kanada |           |
| 21        | Avstrija                | Philipp Lukas        | RW        | leva        | Dunaj, Avstrija                     |           |
| 25        | Avstrija                | Mark Szücs           | LW        | leva        | Toronto, Ontario, Kanada            |           |
| 29        | Švedska                 | Markus Matthiasson   | W         | leva        | Uppsala, Švedska                    |           |
| 46        | Avstrija                | Christoph Ibounig    | LW        | leva        | Celovec, Avstrija                   |           |
| 63        | Avstrija                | Markus Schlacher     | F         | leva        | Beljak, Avstrija                    |           |
| 71        | Združene države Amerike | Pat Leahy            | RW        | desna       | Duxbury, Massachusetts, ZDA         |           |
| 74        | Avstrija                | Daniel Oberkofler    | F         | leva        | Gradec, Avstrija                    |           |
| 79        | Avstrija                | Gregor Baumgartner   | RW        | leva        | Kapfenberg, Avstrija                |           |
| 91        | Avstrija                | Martin Grabher Meier | F         | leva        | Lustenau, Avstrija                  |           |

## Trener
| Trenerska statistika | Trenerska statistika | Trenerska statistika | Trenerska statistika | Trenerska statistika | Trenerska statistika |                                             |
| -------------------- | -------------------- | -------------------- | -------------------- | -------------------- | -------------------- | ------------------------------------------- |
|                      | Trener               | Prva tekma v klubu*  | Zadnja tekma v klubu | Zmag                 | Porazov              | Kraj rojstva                                |
| Kanada               | Kim Collins          | 11. september 2009   | trenutni trener      |                      |                      | Qualicum Beach, Britanska Kolumbija, Kanada |

* Pod prva tekma v klubu je navedena prva tekma tega trenerja v tekmovanju, torej Avstrijski hokejski ligi. Pripravljalne tekme so izvzete.